# Río Piedra
Pour les articles homonymes, voir Piedra.
Le río Piedra est un cours d'eau de l'Amazonie vénézuélienne. Situé dans l'État d'Amazonas, il est un sous affluent de l'Orénoque et se jette en rive gauche du río Cuao dont il est l'un des principaux affluents avec les ríos Negro et Lapa. Il prend sa source dans le massif de Cuao-Sipapo.